# 三軒茶屋映画劇場
三軒茶屋映画劇場（さんげんぢゃやえいがげきじょう、1925年 開業 - 1992年3月13日 閉館）は、かつて存在した日本の映画館である。山本精一が1925年（大正14年）に駒澤電氣館（こまざわでんきかん）として開業した。三軒茶屋映劇（-えいげき）とも呼ばれた。

## 沿革
- 1925年（大正14年）：駒澤電氣館として開業
- 1943年（昭和18年）：三軒茶屋映画劇場に改称[3]
- 1992年（平成4年）3月13日：閉館[1]
- 1998年（平成10年）2月：跡地にマンション『グランドメゾン三軒茶屋』が竣工[4]

## 歴史
1925年（大正14年）、駒澤電氣館（こまざわでんきかん）として、東京府荏原郡駒沢村大字上馬引沢字稲荷（現在の東京都世田谷区三軒茶屋二丁目13番20）の玉川通り（国道246号）に面した立地で開業した。サイレント映画の時代で、活動弁士がおり、舞台下で伴奏用のピアノが設置されていた。
1934年（昭和9年）8月10日、同館で争議が起きた。同館の当時の経営者・山本精一が、同年4月に雇用した説明見習（弁士見習）1名が免許を取得せず、労働運動に熱中していることを理由に解雇、全関東映画演劇従業員組合が支援した。同月12日には解雇者に見舞金50円を支払うことで円満解決した。

1943年（昭和18年）、館名を三軒茶屋映画劇場に改称。しかし1945年（昭和20年）5月24日から25日の山の手爆撃で世田谷は焼け野原となり、同館も全焼した。
1952年（昭和27年）7月16日、姉妹館として三軒茶屋中央劇場（中劇）を開業した。全国の映画館数がピークを迎えた1960年（昭和35年）の時点では、世田谷区内の映画館は20館あり、そのうち三軒茶屋方面には当館と中劇の他、三軒茶屋東映（後の三軒茶屋シネマ）、三軒茶屋大映の計4館があった。この頃には主に東宝系の邦画を上映しており、『モスラ』（本多猪四郎監督・1961年）などの怪獣映画も人気を博した。
1969年（昭和44年）、のちに二代目館主となる山本の子息・山本一雄（1936年9月25日 - ）が同館のスタッフとなる。この頃には、世田谷区の映画館は9年前の半分に減り、三軒茶屋では大映が姿を消し、当館と中劇、東映の3館に落ち着いていった。また映画館前を走っていた東急玉川線と同三軒茶屋停留場が廃止され（1969年5月10日）、首都高速3号渋谷線が全線開通（1971年）する等、周辺の再開発が進んだ。
洋画2本立ての名画座として親しまれたが、1992年（平成4年）3月13日、閉館した。跡地には地上14階建てのマンション『グランドメゾン三軒茶屋』が1998年（平成10年）2月に竣工し、現在に至る。中劇はその後も長らく営業を続けていたが2013年（平成25年）2月14日に閉館。最後まで残った三軒茶屋シネマも長期展望の不透明さと施設老朽化により、2014年（平成26年）7月20日をもって閉館。三軒茶屋方面に映画館は皆無となった。